# Lijst van rijksmonumenten in Maastricht/Achter het Vleeshuis
Een overzicht van de 23 rijksmonumenten in de stad Maastricht gelegen aan of bij de Achter het Vleeshuis.
| Object | Oorspronkelijke functie? | Bouwjaar               | Architect | Locatie                  | Coördinaten?                  | Nr.?  | Afbeelding        |
| --- | ------------------------ | ---------------------- | --------- | ------------------------ | ----------------------------- | ----- | ----------------- |
| Huis met gepleisterde lijstgevel.                                                                              | Gebouw                   |                        |           | Achter het Vleeshuis 1   | 50° 50' 56" NB, 5° 41' 33" OL | 26659 | Meer afbeeldingen |
| Huis met lijstgevel.                                                                                           | Woonhuis                 |                        |           | Achter het Vleeshuis 3   | 50° 50' 56" NB, 5° 41' 32" OL | 26660 | Meer afbeeldingen |
| Huisje met in de lijstgevel uit 1730 vensters in Naamse steen.                                                 | Gebouw                   | 1730                   |           | Achter het Vleeshuis 5   | 50° 50' 56" NB, 5° 41' 32" OL | 26661 | Meer afbeeldingen |
| Huisje met lijstgevel.                                                                                         | Gebouw                   |                        |           | Achter het Vleeshuis 7   | 50° 50' 56" NB, 5° 41' 32" OL | 26662 | Meer afbeeldingen |
| Huis met gevel, 1697, in de trant der zgn. Maaslandse renaissance.                                             | Woonhuis                 | 1697                   |           | Achter het Vleeshuis 9   | 50° 50' 56" NB, 5° 41' 32" OL | 26663 | Meer afbeeldingen |
| Huis met lijstgevel.                                                                                           | Woonhuis                 | 18e eeuw               |           | Achter het Vleeshuis 11  | 50° 50' 56" NB, 5° 41' 31" OL | 26664 | Meer afbeeldingen |
| Huis met lijstgevel.                                                                                           | Gebouw                   | eerste helft 18e eeuw  |           | Achter het Vleeshuis 13  | 50° 50' 56" NB, 5° 41' 31" OL | 26665 | Meer afbeeldingen |
| Huis met lijstgevel.                                                                                           | Gebouw                   | 18e eeuw               |           | Achter het Vleeshuis 15  | 50° 50' 57" NB, 5° 41' 31" OL | 26666 | Meer afbeeldingen |
| Huis met lijstgevel.                                                                                           | Woonhuis                 | 18e eeuw               |           | Achter het Vleeshuis 17  | 50° 50' 57" NB, 5° 41' 30" OL | 26667 | Meer afbeeldingen |
| Huis met gepleisterde lijstgevel.                                                                              | Woonhuis                 | 18e eeuw               |           | Achter het Vleeshuis 19  | 50° 50' 57" NB, 5° 41' 30" OL | 26668 | Meer afbeeldingen |
| Huis met gevel in de trant der zgn. Maaslandse renaissance.                                                    | Woonhuis                 | 1697                   |           | Achter het Vleeshuis 21  | 50° 50' 57" NB, 5° 41' 30" OL | 26669 | Meer afbeeldingen |
| Huis met smalle lijstgevel.                                                                                    | Gebouw                   | 18e eeuw               |           | Achter het Vleeshuis 25  | 50° 50' 56" NB, 5° 41' 29" OL | 26670 | Meer afbeeldingen |
| Huis met smalle lijstgevel.                                                                                    | Gebouw                   | eerste helft 18e eeuw  |           | Achter het Vleeshuis 25A | 50° 50' 57" NB, 5° 41' 29" OL | 26671 | Meer afbeeldingen |
| Huis met gevel in de trant van de zgn. Maaslandse renaissance.                                                 | Gebouw                   | 17e eeuw               |           | Achter het Vleeshuis 29  | 50° 50' 57" NB, 5° 41' 29" OL | 26672 | Meer afbeeldingen |
| Huis met gevel in de trant der zgn. Maaslandse renaissance.                                                    | Woonhuis                 | laatste helft 17e eeuw |           | Achter het Vleeshuis 31  | 50° 50' 57" NB, 5° 41' 28" OL | 26673 | Meer afbeeldingen |
| Huis met voorgevel.                                                                                            | Gebouw                   | eerste kwart 18e eeuw  |           | Achter het Vleeshuis 32  | 50° 50' 57" NB, 5° 41' 29" OL | 26674 | Meer afbeeldingen |
| Huis met smalle gevel in de trant der zgn. Maaslandse renaissance, met blokken en banden van mergel.           | Woonhuis                 | laatste helft 17e eeuw |           | Achter het Vleeshuis 33  | 50° 50' 57" NB, 5° 41' 28" OL | 26675 | Meer afbeeldingen |
| Huis met lijstgevel. Gevelsteen INT HOOGH HUIS.                                                                | Woonhuis                 | eerste helft 18e eeuw  |           | Achter het Vleeshuis 34  | 50° 50' 57" NB, 5° 41' 28" OL | 26676 | Meer afbeeldingen |
| Huis met lijstgevel.                                                                                           | Woonhuis                 | eerste helft 18e eeuw  |           | Achter het Vleeshuis 35  | 50° 50' 57" NB, 5° 41' 28" OL | 26677 | Meer afbeeldingen |
| Huis met lijstgevel van Naamse steen.                                                                          | Woonhuis                 | laatste kwart 18e eeuw |           | Achter het Vleeshuis 37  | 50° 50' 57" NB, 5° 41' 28" OL | 26678 | Meer afbeeldingen |
| Huis met gepleisterde lijstgevel.                                                                              | Woonhuis                 | 18e eeuw               |           | Achter het Vleeshuis 38  | 50° 50' 57" NB, 5° 41' 28" OL | 26679 | Meer afbeeldingen |
| Huis met een voorgevel in de trant der zgn. Maaslandse renaissance, eindigend in een hoofdgestel met consoles. | Woonhuis                 | midden 17e eeuw        |           | Achter het Vleeshuis 39  | 50° 50' 56" NB, 5° 41' 28" OL | 26680 | Meer afbeeldingen |
| Huis met lijstgevel.                                                                                           | Woonhuis                 | 18e eeuw               |           | Achter het Vleeshuis 40  | 50° 50' 57" NB, 5° 41' 28" OL | 26681 | Meer afbeeldingen |